# Fantasma de Cock Lane

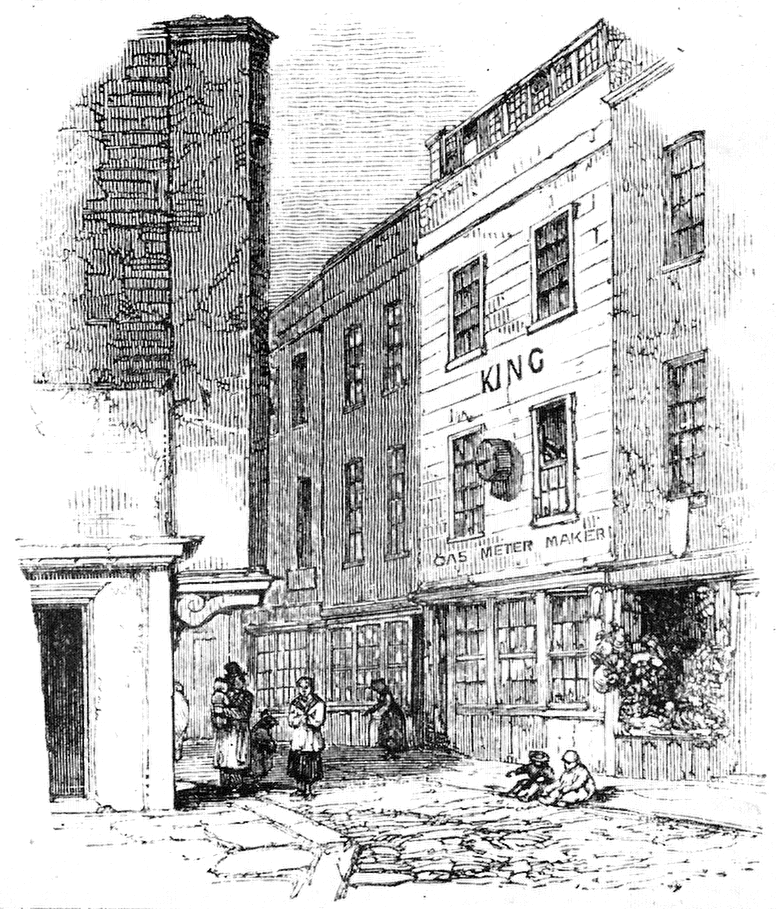
Una il·lustració en blanc i negre d'un carrer estret, vist des d'una cantonada o intersecció. La planta baixa té tres finestres, la primera i segona planta tenen dues finestres cadascuna. El sostre sembla tenir una filera de finestres en el que semblava unes golfes. La paraula "KING" està escrita entre el primer i segon pis, i un símbol de "mesurador de gas" es troba en les finestres de la planta baixa. Il·lustració del de Cock Lane.

El fantasma de Cock Lane va ser una suposada manifestació fantasmal que va atreure l'atenció del públic el 1762. Es localitzava en un apartament a Cock Lane, en un camí adjacent al mercat de Londres i tan sols a uns minuts a peu de la catedral de Sant Pau. L'esdeveniment es va centrar principalment en tres persones: William Kent, un usurer de Norfolk; Richard Parsons, un sagristà, i la filla dels Parsons, Elizabeth.
Després de la mort que va sofrir al moment de donar a llum l'esposa de William Kent, Elizabeth Lynes, aquest es va involucrar sentimentalment amb la germana de la seva ex-parella, Fanny (Frances Lynes). La llei de l'església impedia a la parella contreure matrimoni, i va ser per això que ells van triar mudar-se a Londres i allotjar-se en una casa a Cock Lane, propietat dels Parsons. El domini es va tornar popular a causa des múltiples informes dels inquilins sobre estranys repics i rascades en les portes, a més d'aparicions fantasmals.
Encara que molts dels informes van parar una vegada que la parella es va mudar a Cock Lane, poc després de la mort de Fanny per verola, els Parsons van queixar-se que el fantasma de Fanny es manifestava a la seva propietat i aquest apareixia enfront d'Elizabeth Parsons, filla del propietari. Alguns espiritistes van tractar de determinar els motius de «les rascades de Fanny» —manera en la qual també va ser sobrenomenat el fantasma a causa del soroll—, i Cock Lane es va tornar una atracció en la qual moltes persones estaven interessades a entrar i presenciar al fantasma per si mateixos.
Segons els informes, el fantasma va aparèixer i li va dir a Elizabeth que Fanny havia estat enverinada amb arsènic, tornant a Kent el primer sospitós de ser l'assassí.
Els membres d'una comissió a la qual pertanyia Samuel Johnson, van concloure que la suposada aparició era un frau, i recerques profundes van provar que l'estafa havia estat perpetrada per Elizabeth Parsons a petició del seu pare. Els responsables van ser detinguts i empresonats; Richard Parsons va ser sentenciat a dos anys de presó.
El fantasma de Cock Lane es va tornar el centre d'una controvèrsia entre els metodistes i l'església anglicana, i és usat freqüentment a la literatura contemporània. Charles Dickens és un dels autors victorians on al seu treball al·ludeix a la història. L'escriptor satíric il·lustrat, William Hogarth, es va referir al fantasma en dues de les seves pintures.

## Antecedents
Entre els anys 1756 i 1757, William Kent, un usurer de Norfolk, va contreure matrimoni amb Elizabeth Lynes, filla d'un magatzemista de Lyneham, Wiltshire. Es van mudar cap a Stoke Ferry, on Kent tenia una posada i més tard, una oficina de correus local. La parella a la vista del públic era amorosa, però el matrimoni no va durar molt temps a causa de la mort de la seva esposa en el part. La seva germana Frances, coneguda com a Fanny, s'havia mudat amb la parella durant l'embaràs d'Elizabeth per cuidar de la casa i del bebè al moment en què naixés. Quan el fill va néixer, aquest no va viure per molt temps, i en lloc d'anar-se'n, Fanny es va quedar per cuidar de la casa i de William.
Poc temps després van començar una relació, però la llei de l'església impedia que poguessin contreure matrimoni. Kent, en buscar a Londres ajuda sobre com casar-se amb Fanny, va saber que en haver tingut la seva difunta esposa un fill que va viure almenys una temporada de temps, la unió amb Fanny era impossible. El gener de 1759, va deixar el servei postal i també a Fanny per traslladar-se a Londres, en un intent de «adquirir un lloc en alguna oficina pública» i amb l'esperança que «l'ocupació eliminaria la passió que desafortunadament es va desenvolupar entre ells». Mentrestant, Fanny es va quedar amb un dels seus germans a Lyneham.
Malgrat la desaprovació de la família sobre la seva relació, Fanny va començar a escriure i enviar cartes d'amor a Kent, «plenes de promeses que repetidament parlaven sobre passar tota la vida junts». Eventualment, Kent li va permetre a ella mudar-se al costat d'ell en una propietat prop de Londres, a l'est de Greenwich. Tots dos van decidir viure junts com a marit i dona, fent testament l'un a favor de l'altre i esperant seguir amb total discreció la seva relació. En això, però, no comptaven amb els familiars de Fanny. La parella es va mudar prop de Mansion House, però el propietari en assabentar-se de la relació que Fanny portava amb Kent, per part de la família d'ella, es va negar a tornar-li un préstec que Kent li havia fet —al voltant de £20. En resposta, Kent va informar del fet i va demanar que fos arrestat.
A les oracions d'hora en el matí a l'església del Sant Sepulcre, Richard Parsons va conèixer a William Kent i Fanny. Encara que Richard era comunament considerat respectable, en el seu veïnat era conegut com un alcohòlic que tenia problemes per mantenir a la seva família. Ell va escoltar els problemes de la parella i els va oferir un dels allotjaments que tenia disponibles a la seva casa de Cock Lane, al nord de Sant Sepulcre. La casa de tres pisos estava en una zona respectable però en declivi; composta per una casa per planta i connectades per una escala en forma de caragol. Poc després que el Sr. i la Sra. Kent —com ells es deien entre si— es mudessin, Kent li va prestar a Parsons 12 guinees, que serien reemborsades a raó de una guinea per mes.
Mentre Kent es trobava fora de la ciutat per unes noces, els informes dels estranys sorolls van començar. Parsons tenia esposa i dues filles; la major, Elizabeth, va ser descrita com una «enginyosa nena d'al voltant d'11 anys». Kent li va demanar a Elizabeth que es quedés amb Fanny, qui es trobava en un estat avançat d'embaràs, i que dormís al costat d'ella mentre ell es trobava fora. Les dues van informar haver escoltat sorolls de rascades i cops. Parsons va atribuir els cops al sabater del veïnat, els cops del qual eren coneguts per escoltar-se els diumenges. Fanny va preguntar si el sabater estava treballant aquest dia, Parsons va dir que no. James Franzen, propietari del pub, en va ser un altre testimoni. Després d'haver visitat la casa, va informar haver vist una figura blanca fantasmal pujant les escales. Aterrit, va tornar a casa seva, on Parsons després el va visitar afirmant haver vist també el fantasma.
A causa que Fanny es trobava en un estat avançat d'embaràs, Kent va fer els arranjaments necessaris perquè es mudessin a “Bartlet's Court” a Clerkenwell, però a causa que el gener de 1760 la propietat no estava llesta, es van mudar a l'apartament adjunt, amb la intenció d'estar-s'hi només temporalment. El 25 de gener Fanny va emmalaltir. El doctor li va diagnosticar que es trobava en les primeres fases d'una febre eruptiva, i va concloure juntament amb Kent que l'allotjament era inadequat per a algú amb un estat crític d'embaràs, mudant-se aquesta vegada a “Bartlet's Court”. Al següent dia, el doctor va tornar i va conèixer el seu apotecari. Tots dos van reconèixer que els símptomes que presentava Fanny indicaven que patia de verola. En sentir això, Fanny va buscar un advocat per assegurar-se que tot estava arreglat i Kent heretaria la seva finca. Un conegut de Kent, el reverend Stephen Aldrich de Sant John Clerkenwell, li va assegurar a Fanny que tots els seus pecats serien perdonats. Fanny va morir el 2 de febrer.
Com l'únic responsable de la voluntat de Fanny, Kent va comprar el taüt, però temorós de ser perseguit a causa que la naturalesa de la seva relació es conegués, va demanar que es mantingués sense nom, però per registrar l'enterrament, forçat a haver de donar un nom, va donar el seu. La família de Fanny va ser notificada i la seva germana, Ann Lynes, que vivia a prop, a Pall Mall, va ser al funeral a St John. Quan Ann es va assabentar dels termes del testament de Fanny, els quals li deixaven a ella i als seus germans mitja corona i a Kent la resta, la família es va sentir ressentida per això. El que va heretar Kent incloïa també part de les terres que Thomas, el germà mort de Fanny, havia deixat. Alguns problemes legals amb els Lynes van fer que cadascun dels beneficiaris de l'herència de Thomas hauria de pagar £45 en compensació, però Kent va refusar al·legant que ja havia gastat els diners per pagar els deutes de Fanny.
En resposta a això, a l'octubre de 1761 Jhon Lynes, un dels germans, va començar alguns procediments legals en contra de Kent en la cort de Chancery. Mentrestant Kent es va tornar un corredor de borsa i es va tornar a casar el 1761.

## Manifestació fantasmal

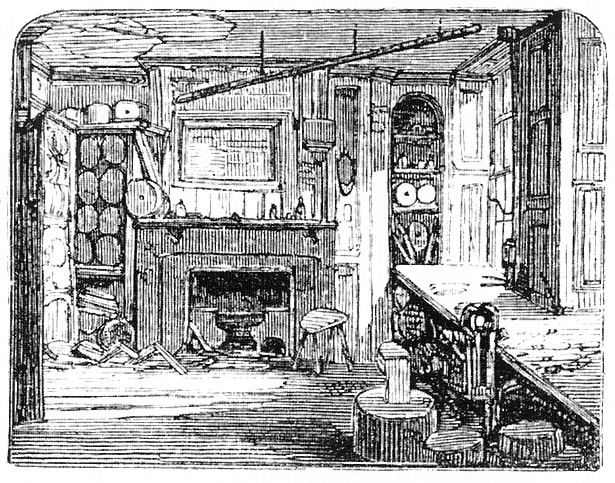
Una il·lustració del on les aparicions van tenir lloc.

Seguint les mateixes accions de l'anterior propietari a qui Kent havia donat diners, Parsons no va acabar de pagar el deute que tenia amb Kent, —3 guinees seguien sense ser reemborsades—, per això, Kent li va donar instruccions al seu advocat per fer-li una demanda. Ell va aconseguir recuperar el deute el gener de 1762, just quan els misteriosos sorolls a Cock Lane van començar de nou. Catherine Friend s'havia mudat aquí poc després que la parella se n'hagués anat però en va marxar quan va veure que els sorolls, que havien tornat de manera intermitent, i que cada vegada eren més freqüents, no es podien aturar.
Aparentment provenien d'Elizabeth Parsons, qui sofria d'atacs, fent oficial que la casa era regularment molestada amb cops inexplicables, comparant-los amb el so d'un gat esquinçant una cadira. Determinats a trobar una explicació, el fuster dels Parsons va treure el revestiment al voltant del llit d'Elizabeth. Ell es va acostar a John Moore, assistent del predicador de Sant Sepulchre des de 1754 i rector de Sant Bartholomew a Smithfield, Londres des de juny de 1761. La presència del fantasma, que presumptament pertanyia a la germana de Fanny, Elizabeth, s'havia estat escoltant als moments en què Fanny es trobava en els seus últims dies i els dos van concloure que l'esperit que ara molestava la casa dels Parsons havia de ser el de Fanny Lynes. La idea que l'esperit d'una persona pogués tornar dels morts era una creença que es tenia una mica arrelada, i la presència dels dos esperits que no descansaven en pau va ser per a tots dos homes un signe que els dos fantasmes havien tornat perquè tenien un missatge pendent que donar.
Parsons i Moore van trobar un mètode de comunicació. Un cop significava que sí, dos que no. Usant aquest sistema, el fantasma aparentava acusar que la seva mort es devia a un assassinat. Es va concloure que la misteriosa figura que havia aterrit a James Frazen era el fantasma d'Elizabeth, el qual volia prevenir a la seva germana que la seva mort s'acostava. Com el primer fantasma havia desaparegut, els càrrecs contra Kent sobre que ell havia assassinat a Elizabeth Lynes mai es van dur a terme. Després que se li va qüestionar al fantasma la raó de la seva mort si era cert que havia mort a causa de la verola, el fantasma semblava alertar que havia mort a causa d'un enverinament amb arsènic. La toxina mortal presumptament havia estat administrada per Kent dues hores abans de la defunció de Fanny i ara, suposadament, el seu fantasma buscava justícia. Moore havia escoltat de Parsons com Kent l'havia pressionat pel deute que li devia, així com havia escoltat d'Ann Lynes sobre que la tapa del taüt estava collada i per aquesta raó no havia pogut veure el cadàver de la seva germana. Moore va pensar que el cos de Fanny podria no mostrar cap signe de verola i que Kent havia decidit ocultar el cos perquè ningú fos testimoni sobre la veritable causa de la seva mort. Com a clergue amb lleugeres inclinacions cap al metodisme, va decidir confiar en el fantasma i va demanar ajuda al reverend Thomas Broughton, un recent metodista. Broughton va visitar Cock Lane el 5 de gener i es va convèncer que el fantasma era real. La història es va escampar per tot Londres i el diari The public Ledgerd'aquella època, va començar a publicar amb detall sobre el fenomen i Kent va ser sospitós d'assassinat.

## Sessions d'espiritisme
Després de llegir les acusacions contra ell en el Public Ledger, Kent estava determinat a netejar el seu nom, i acompanyat d'un testimoni va anar a veure a John Moore. El metodista li va mostrar a Kent la llista de preguntes que s'havien fet al fantasma. Una involucrava l'estat civil que William Kent i Fanny tenien, la qual cosa va provocar a Kent declarar que mai s'havien casat. Moore li va dir que ell no creia que Kent fos un assassí, però que sí creia que existia la presència d'un esperit, indicant que era «alguna cosa tan fosca que només anant a la casa dels Parsons podrien testificar i convèncer-se que existia».
L'11 de gener Kent va aconseguir l'ajuda de dos metges que havien ajudat a Fanny en els seus últims dies i juntament amb el reverend Broughton, van anar a Cock Lane.
En la planta superior es trobava Elizabeth Parsons desvestida en públic i amb l'ajuda de la seva germana menor, es va ficar en el llit. L'audiència es va asseure al voltant del llit que es trobava al centre de la cambra. Van ser advertits que el fantasma era sensible als incrèduls i que havien de tenir-li respecte. Quan la sessió va començar, un familiar dels Parsons, Mary Frazer, va córrer al voltant de l'habitació cridant «Fanny, Fanny, per què no véns? Vine, si us plau, Fanny, vine; benvolguda Fanny, vine!». Quan no va passar res, Moore li va dir al públic que no apareixeria fins que guardessin silenci, va demanar al grup que sortís i que provaria de fer contacte amb el fantasma picant a terra amb el peu. Al cap de deu minuts, se li va dir al grup que el fantasma havia tornat i que podien entrar a la cambra. Moore llavors va començar a llegir la llista de preguntes que havia realitzat en conjunt ell i el senyor Parsons:
Un cop era (sí) i dos cops significava (no)
”Ets l'esposa del Sr. Kent?" — Dos cops
”Vas morir de manera natural?" — Dos cops
”Per enverinament?" —Un cop
”Alguna altra persona que no fos el Sr. Kent ho va administrar?" —Dos cops

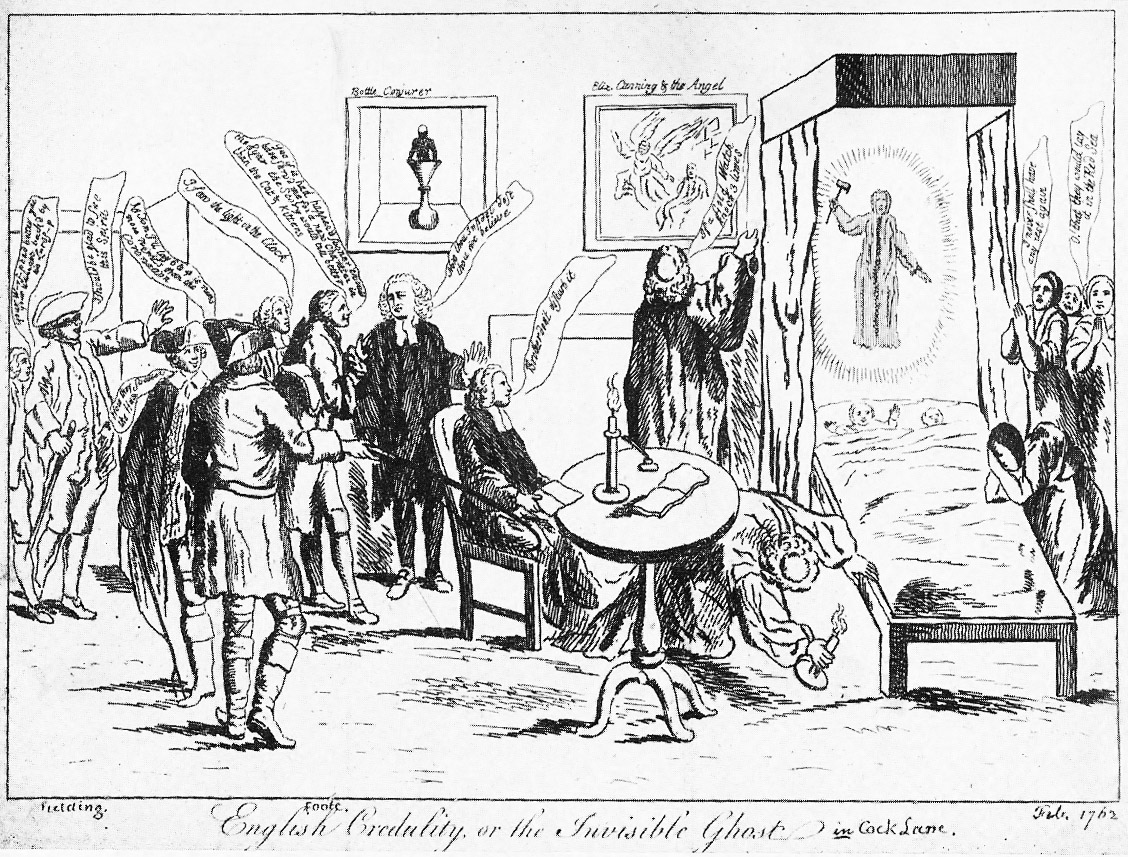
Credulitat anglesa o el fantasma invisible” (1762). L'artista és desconegut, però va poder haver estat Oliver Goldsmith.

Després de més preguntes, un membre de l'audiència va dir: «Kent, pregunta-li al fantasma si acabaràs a la forca». Kent ho va preguntar i la pregunta va ser contestada amb un cop. Kent va exclamar: «Tu ets un esperit mentider i no ets l'esperit de la meva Fanny. Ella mai diria alguna cosa així».
L'interès del públic va créixer quan es va descobrir que el fantasma semblava seguir a Elizabeth Parsons. Ella va ser portada a la casa d'un tal Sr. Bray, on el 14 de gener, en presència de dos nobles no identificats, més sorolls de cops van ser escoltats. Dies després, Elizabeth va tornar a Cock Lane, on una altra sessió espiritista va ser duta a terme. Aquesta vegada es trobaven en la sessió Kent, l'apotecari, un membre de la parròquia local, i el reverend de St John Clerkenwell, Stephen Aldrich. En aquesta ocasió, quan el clergue va usar una espelma per mirar sota el llit, el fantasma va refusar respondre, Frazer va dir que «ella (el fantasma) no volia llum». Després d'uns minuts de silenci, les preguntes van continuar, però quan Moore va preguntar si el fantasma podia aparèixer al judici i parlar en contra de Kent, Frazer va negar-se a fer la pregunta.
En la temporada en la qual William i Fanny van viure a Cock Lane van contractar a una criada anomenada Esther “Carrots” Carslisle —Carrots significa pastanaga i va ser sobrenomenada així a causa del seu cabell pèl-roig. Carrots havia trobat una altra feina i no sabia res sobre l'aparició fantasmal, però, buscant proves sobre l'enverinament de Fanny, Moore va anar a buscar-la. Carrots li va dir que dies abans de morir, Fanny havia estat incapaç de parlar. Moore la va convidar a la sessió espiritista el 19 de gener. Una vegada allí, se li va preguntar que confirmés si Fanny havia estat enverinada; Carrots va mantenir la seva postura que Fanny no li havia dit res a ella, i va dir al grup que William i Fanny eren «una parella amorosa, i van viure molt feliços junts». Kent va arribar tard aquesta nit, aquesta vegada acompanyat de James Franzen i els reverends William Dodd i Thomas Broughton. Frazer va començar amb la seva introducció habitual abans que Moore l'enviés fora, aparentment irritat pel seu comportament. Li va demanar a l'audiència d'al voltant de 20 persones que sortissin de l'habitació, deixant-los entrar minuts després. Aquesta vegada la sessió es va centrar en Carrots, qui es va dirigir a l'esperit directament:
”És vostè la meva mestressa?" — Un cop, seguit de raspades en la fusta
”Està enfadada amb mi? amb mi, senyora?" — Un cop
”Aleshores estic segura, senyora, vostè ha d'estar avergonyida de si mateixa per estar enfadada amb mi perquè que mai no li vaig fer mal"
I així, la sessió es va donar per acabada. Frazer i Franzen van romandre sols a l'habitació; es va dir que Franzen estava massa aterrit per moure's. Frazer li va demanar que resés i es va enfadar quan aparentment no va poder. La sessió va acabar i Franzen va tornar a casa seva, on ell i la seva esposa van informar que un fantasma havia estat copejant en la seva alcova.

## Recerca
El 20 de gener una altra sessió es va dur a terme, aquesta vegada a la casa del senyor Bruin, en la cantonada propera a Hosier Lane. Entre tots els que es trobaven en la sessió, es trobava un home «extremadament desitjós de detectar el frau i descobrir la veritat de l'assumpte» que després va enviar la seva versió de la història al London Chronicle. Bruin va arribar a la sessió amb un petit grup que incloïa el reverend James Penn de St. Anne's d'Aldersgate. Dins de la casa, un membre del grup es va posar contra el llit, però un dels simpatitzants del fantasma li va dir que es mogués. Ell s'hi va negar i després d'una breu discussió, l'assistent se'n va anar. El cavaller li va preguntar a Parsons si permetria que la seva filla fos traslladada a una cambra de la seva casa, però aquest s'hi va negar. Durant la resta de la nit, el fantasma no va fer acte de presència, però Elizabeth estava agitada i amb signes de convulsions. Quan se li va preguntar, ella va afirmar haver vist al fantasma, però que no s'espantava de l'esperit. En aquest punt, molts se'n van anar, però cap a les 7 del matí de l'endemà, els cops van començar de nou. Després de les mateixes preguntes sobre la seva mort i qui n'era el responsable, les preguntes es van dirigir al seu cos, que estava a les voltes de l'església de St. John's.

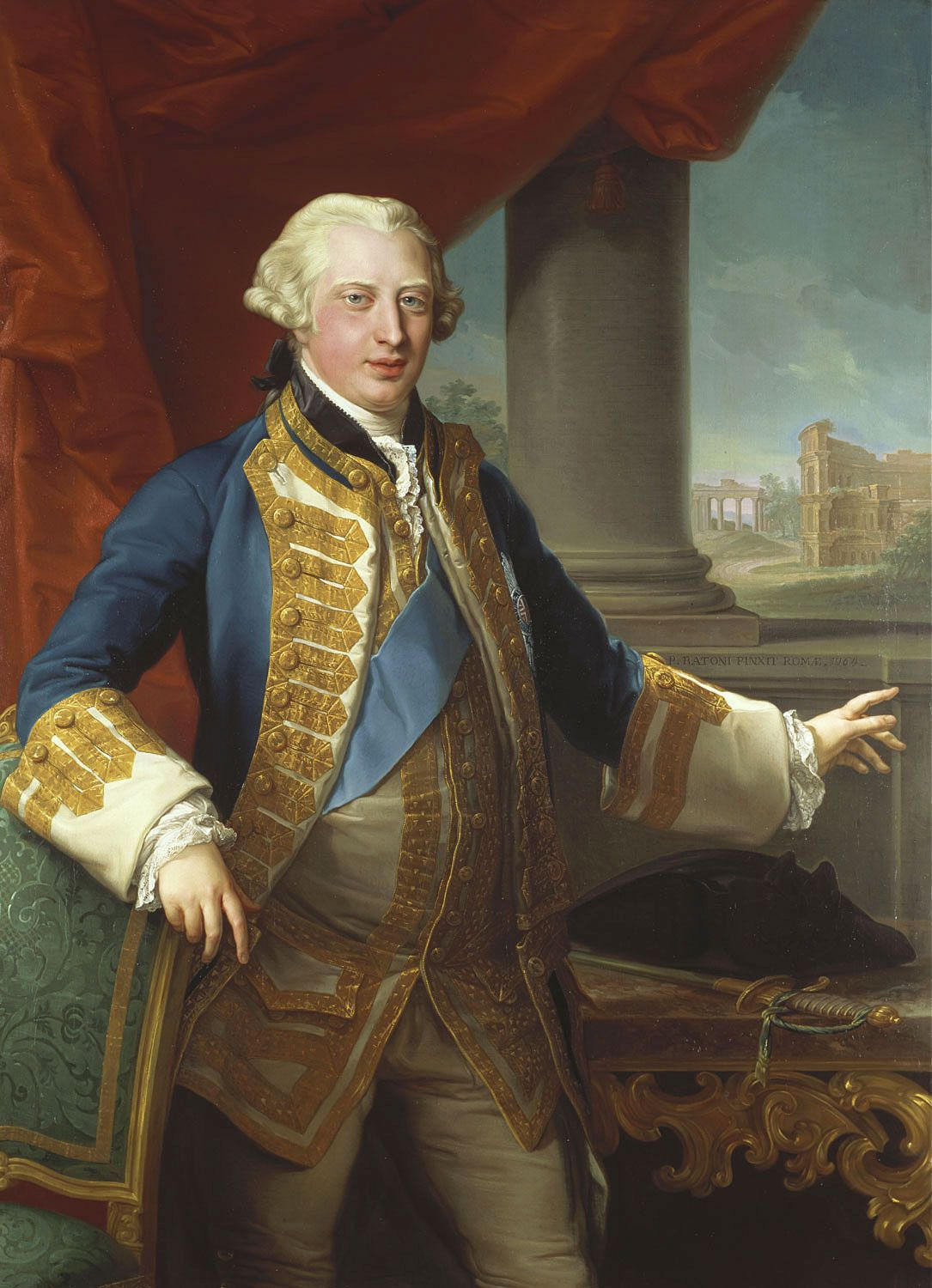
El Príncep Eduard, duc de York i Albany, va ser a la sessió del 30 de gener de 1762.

Parsons va estar d'acord a traslladar a la seva filla a la casa del reverend Aldrich per a recerques més profundes el 22 de gener, però quan aquell matí Penn i un home de «veracitat i fortuna» van cridar a Parsons i van preguntar per Elizabeth, els va dir que ella no hi era i es va negar a revelar el seu parador. Parsons havia parlat amb els seus amics i aparentment estava preocupat que Kent estigués ocupat fent els seus propis esbrinaments.

En el seu lloc, Parsons va permetre que Elizabeth fos traslladada a l'hospital de Sant Bartholomew, on una altra sessió espiritista es va dur a terme. Res va ser reportat fins a les 6 del matí, quan es van escoltar tres raspades, aparentment quan Elizabeth es trobava dormida. L'audiència d'aproximadament 20 persones es va queixar que l'afer era un engany. Una vegada que Elizabeth es va despertar, va començar a plorar. Quan se li va assegurar que estava en un lloc segur, va admetre que tenia por pel seu pare, "que per força quedarà arruïnat i desfet, si se suposés que el seu afer era una impostura". També va admetre que, encara que aparentava estar dormida, es trobava desperta i perfectament conscient de les converses que es feien al seu voltant.
| « | Encara que diverses publicacions als diaris al·ludeixen reflectir una mica sobre meu, sóc el pare de la filla de la qual tota la ciutat parla, i declaro en aquests moments que sempre he estat disposat a lliurar la meva filla cap a les mans de qualsevol home càndid i raonable, requerint únicament «seguretat» d'un tracte just i gentil cap a la meva filla; un tipus d'home que cap pare podria rebutjar. | » |

Al principi només el Public Ledger havia informat sobre el cas, però una vegada que es va saber que estaven prenent interès i que havia visitat el fantasma la casa del Sr. Bray el 14 de gener, la història va començar a aparèixer en altres periòdics. En el Crònica de Sant James i el Crònica de Londres van imprimir notícies del 16 al 19 de gener —(“CL” amb un to més escèptic—), i Correu vespertí de Lloyd del 18 al 20 de gener. La història es va estendre en tot Londres i per a la meitat de gener, centenars de persones es reunien fora de la propietat fent impossible el pas. Parsons va començar a cobrar perquè les persones «parlessin» amb el fantasma, el qual, segons informes, no va decebre. Després de diverses sol·licituds per intercedir, Samuel Fludyer, alcalde de Londres, el 23 de gener es va acostar amb Alderman Gosling, John Moore i Parsons. Després d'atendre les sessions i de no estar completament convençut sobre el fantasma, va refusar arrestar a Kent o a Parsons —amb càrrecs d'assassí o de conspiració respectivament.

## Revelació

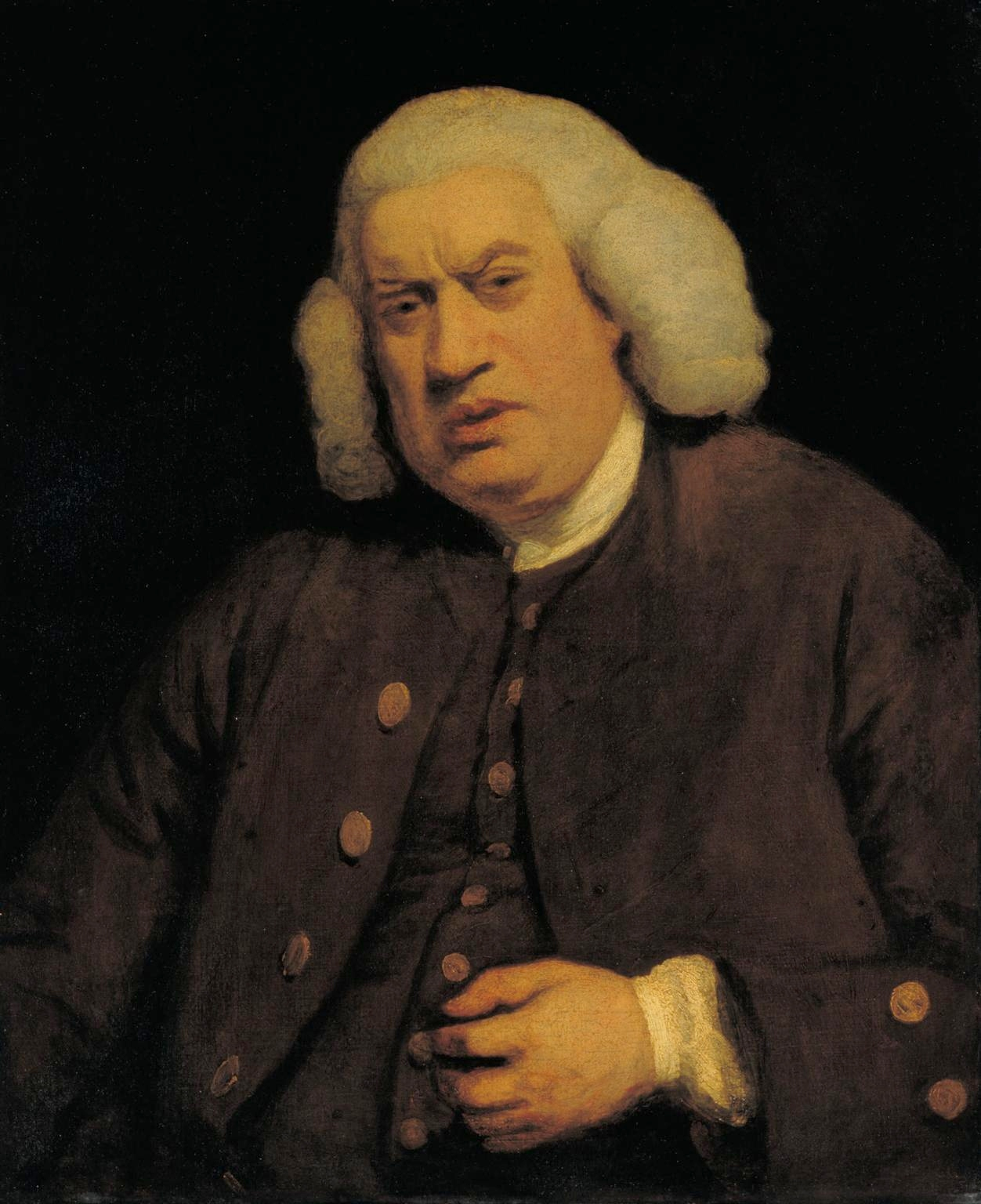
Un comitè en els membres del qual incloïen al Dr. Samuel Johnson van concloure que la suposada aparició era un frau.

Amb ajuda del senyor Dartmouth es van començar ajuntar les peces sobre qui estaven involucrats en la seva recerca. Van escollir a la obstetra d'un local, al crític i controversial Bishop i al Dr. George Macaulay. El capità Wilkinson va ser inclòs també en el comitè; ell havia estat a una sessió armat amb un pal i una pistola. Va usar el primer i va apuntar el lloc on provenien els cops; el segon ho va utilitzar per escapar —el fantasma s'havia mantingut en silenci en aquesta ocasió. James Penn i John Moore van estar també en el comitè, però el seu membre més destacat va ser el Dr. Samuel Johnson, qui va documentar la sessió que es va dur a terme l'1 de febrer de 1762:
| «                        | En la nit del primer de febrer molts cavallers coneguts pel seu rang i la seva personalitat van anar, —a causa de la invitació del reverend Aldrich de Clerkenwell— a una sessió espiritista muntada a casa seva. Els sorolls del lloc presumptivament van ser fets per l'esperit d'un difunt que cerca que es faci la detecció d'un crim. Sobre les 10 de la nit, els cavallers van entrar a l'habitació on la nena, suposadament molestada per l'esperit, i amb molta precaució, va ser posada en el llit per diverses dames. Ells van seure i van esperar més d'una hora, i al no escoltar res, van anar cap a la planta baixa i van interrogar al pare de la nena, qui va refusar, en grans termes, parlar sobre el coneixement de creure o no en què era un frau. El suposat esperit havia promès públicament —-en haver copejat una vegada, significant una afirmació—- que després que un dels cavallers de la sessió anés cap a la volta que es trobava sota l'església de St John, Clerkenwell, on el seu cos estava dipositat, li donaria una mostra de la seva presència allí amb un cop en la tomba. Era important fer el viatge per comprovar l'existència o la veracitat del suposat esperit. Mentre estaven deliberant, van ser convocats cap a l'habitació de la nena per les dames que estaven a prop del llit, les qui asseguraven haver escoltat cops i rascades. Quan els cavallers van entrar, la nena va declarar que havia sentit com si l'esperit hagués passat enrere de la seva esquena, així que va demanar que les seves mans les mantinguessin fora del llit. Durant tot aquest temps, encara que a l'esperit se li va sol·licitar manifestar la seva existència apareixent, ja sigui en la impressió de la mà o cos d'algun present; llevat dels cops o esgarrapades, no hi va haver cap evidència d'algun poder més enllà del natural exhibint-se en la sessió. L'esperit va ser seriosament advertit que la persona a la qual l'havia promès que mostraria la seva existència aniria a la volta. El grup es va presentar a l'1 de la tarda en l'església, i l'esperit va ser cridat per executar la seva promesa, però res més enllà del silenci va ser escoltat. Van interrogar a la nena, però cap mena de confessió va sortir d'ella. Després de diverses peticions, la nena va ser portada a casa amb el seu pare. I aquesta, va ser l'opinió de tota l'assemblea, on es va deliberar que la nena estava fent alguna mena d'art per a la fabricació del soroll en particular, i que no hi havia cap tipus d'organisme de qualsevol causa superior. | » |
| — Samuel Johnson (1762). | |   |

Decebut que el fantasma hagués fallat a demostrar la seva existència, Moore li va dir a Kent que creia que tot era un engany i que li ajudaria a revelar-ho. Kent li va demanar admetre la veritat i que escrivís una declaració jurada sobre el que sabia, de tal manera en què es descobriria la veritat i la reputació de Kent quedaria restaurada, però Moore va refusar, ja que encara creia que la presència de l'esperit era un recordatori del pecat que havia comès. Kent aleshores va aconseguir una declaració jurada per part del doctor de Fanny i el seu apotecari el 8 de febrer.
La manera en la qual Moore veia a la parella era compartida per molts, incloent a la senyora Parsons, els qui creien que el suposat fantasma d'Elizabeth havia desaprovat la nova relació amb la seva germana.

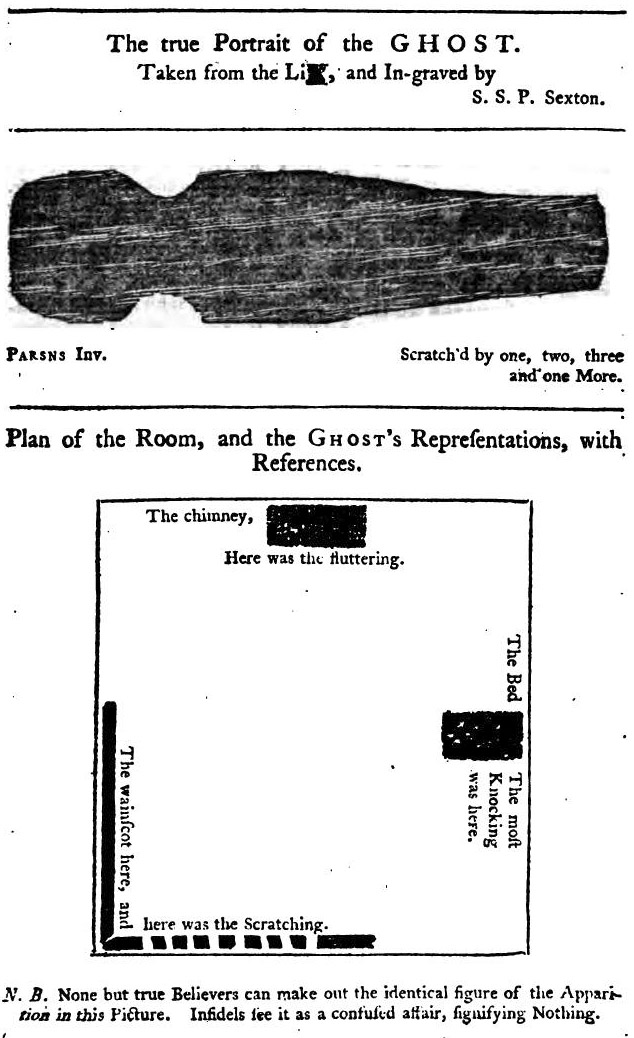
Peça de fusta usada per Elizabeth Parsons, i un mapa de la casa il·lustrat el 1762

Una altra sessió es va celebrar el 3 de febrer, quan es va dur a terme un debat sobre la veracitat dels cops. Per a aquest moment, els Parsons es trobaven en una difícil i seriosa situació, així que per provar que el fantasma no era fals, van permetre que la seva filla fos examinada a la casa Strand, Londres, del 7 al 10 de febrer, i a la casa Covent Garden el 14 de febrer. Aquí va ser examinada de múltiples maneres, en les quals van posar a Elizabeth en una hamaca balancejant-la d'un costat a un altre i amb les seves mans i peus estesos. Com era d'esperar-se, els sorolls van començar, però es van detenir al moment en què Elizabeth s'havia posat fora del llit. Per dues nits el fantasma es va mantenir en silenci i Elizabeth va ser advertida que si no s'escoltaven més sorolls pel 21 de febrer, ella i el seu pare serien enviats a la presó de Newgate. Les seves criades llavors van descobrir un tros de fusta de 6 per 4 polzades que ella mantenia oculta i van informar als investigadors. Més sorolls van ser escoltats però van concloure que Elizabeth n'era la responsable i que havia estat forçada pel seu pare per fer-los. Poc després, Elizabeth va ser portada a la seva casa.

Pel 25 de febrer, un pamflet sobre el cas de Kent va ser publicat amb el nom «misteri revelat», escrit en la seva majoria per Oliver Goldsmith. Mentrestant, Kent seguia intentant netejar el seu nom i el 25 de febrer va ser a la volta de St John acompanyat per Aldrich, l'enterrador, el secretari i el rector de Sexton. El grup estava allí per no deixar cap dubte al publicat al periòdic, on deia que el cos de Fanny havia estat remogut i va ser per això que el taüt no havia produït cap so. L'enterrador va remoure la part superior del taüt exposant el cadàver de Fanny «i la vista va ser impactant i horrible». Per a Moore això havia estat suficient evidència i va publicar la seva reacció:
| «                   | En defensa de la persona, la reputació de la qual ha estat atacada de maneres inimaginables pel suposat fantasma de Cock Lane, per comprovar la credibilitat del feble; per defensar els intents del maliciós, i per prevenir imposicions futures, en qüestió a aquest absurd fenomen, jo certifico que encara que no vaig ser capaç en el temps en el qual vaig estar presenciant les sessions de descobrir com o de quina manera els sorolls i rascades del suposat fantasma eren «produïts», fins i tot així estic convençut que van ser realitzats de manera enginyosa i amb artificis; i que jo era en un principi convençut de la seva veracitat. Des del moment en què no he vist a la nena, ni he escoltat sorolls, i penso en mi amb el dret d'afegir, que la persona ferida —acusat pel suposat fantasma— ell no ha fet res cosa per la qual sospitar, i que va romandre amb total fermesa, la qual cosa em persuadeix, i em fa pensar que la seva innocència arribarà un dia a relluir. | » |
| — John Moore (1762) | |   |

No va ser suficient per mantenir-ho fora de les autoritats amb càrrecs de conspiració, així com a Richard Parsons, a l'esposa d'aquest, i a Richard James, un comerciant.

## Judici
El judici cap als cinc, va ser dut a terme a la sala de l'ajuntament a Londres el 10 de juliol de 1762. Presidint sobre el cas estava el cap de justícia d'Anglaterra, lord William Murray. El procés va començar a les 10 del matí, i «a causa que William Kent va ser acusat per la mort de Francès Lynes en donar-li verí que ella va beure abans de morir». La cort estava plena d'espectadors que miraven com Kent donava evidència cap al jurat. Kent va parlar sobre la seva relació amb Fanny i la seva resurrecció com la «sorollosa Fanny» —anomenada així a causa dels sorolls de rascades realitzats pel «fantasma». James Frazen estava a un costat de l'estrada, la seva història corroborada per la criada Esther "Carrots" Carlisle, qui va atestar aquest dia. El Dr Cooper, qui havia servit a Fanny en els seus últims dies sempre va creure que els estranys sorolls a Cock Lane eren falsos, i el seu testimoniatge sobre la malaltia de Fanny va ser recolzat amb el que s'ha dit pel apotecari, James Jones. Alguns altres testimonis van descriure com el frau havia estat revelat, i Richard James va ser acusat de ser el responsable de molt del material publicat en Public Ledger.
Els testimonis de la defensa incloïa a alguns que havien cuidat a Elizabeth i que seguien creient en l'existència del fantasma. Altres testimonis incloïen al fuster responsable de remoure el revestiment de fusta de l'apartament de Parsons i Catherine Friend, qui per escapar dels sorolls havia deixat la propietat. Un testimoni va causar a la cort un essclat de riure, pel que ella va respondre: «els asseguro cavallers que no és un assumpte de riure». El reverend Thomas Broughton va ser també anomenat, així com el reverend Ross, un dels quals havia interrogat al fantasma. El jutge Murrey li va preguntar: «Va desconcertar al fantasma o el fantasma el va desconcertar a vostè?»; John Moore tenia el suport de molts benvolguts cavallers i li va presentar a Murray una carta de l'arquebisbe de Canterbury, Thomas Secker, buscant intercedir al seu favor. Murray va posar la carta en la seva butxaca sense haver-la llegit i va dir a la cort que «era impossible que això tingués relació amb la causa en qüestió». Richard James i Richard Parsons també van rebre el suport de diversos testimonis, alguns que coneixien del problema de beguda que tenia Parsons, li van dir a la cort que no podien creure que ell fos culpable.

El judici va acabar a dos quarts de deu del vespre. El jutge va trigar almenys 90 minuts deliberar el cas, i el jurat només en necessità 15 per arribar al veredicte de culpabilitat dels 5 acusats. Després del dilluns, dos altres responsables per difamar a Kent que van ser declarats culpables i multats amb 50 lliures esterlines cadascun. Els conspiradors van ser portats de tornada el 22 de novembre però la seva sentència va ser retardada en esperança que podrien pagar pels danys ocasionats a Kent. Havent fallat en això, van tornar el 26 de gener de 1763 i van ser empresonats a la presó del rei Bench fins que l'11 de febrer, per al temps en què John Moore i Richard James havien acceptat pagar 588 lliures. Al següent dia, la resta dels culpables va ser sentenciat:
| «                                                                          | La cort decideix que el Sr. Kent, qui ha estat massa ferit en aquesta ocasió, hauria de rebre alguna compensació dels atacants. En correspondència amb el clergue, el comerciant va acceptar pagar-li al Sr. Kent una suma prop de £500 i £600 per aconseguir el seu perdó i oblidar el càstig tan sever. Parsons, pel temps en què va estar mostrant i evidenciant la seva innocència va ser sentenciat a dos anys de presó. Va ser en la picota 3 dies; el 16 de març, 30 de març i el 8 d'abril. En comparació amb altres criminals, la multitud el va tractar de manera amable, recol·lectant diners per a ell. | » |
| — Annual Register, vol cxlii. and Gentleman's Magazine, 1762, p. 43 i 339- | |   |

## Llegat

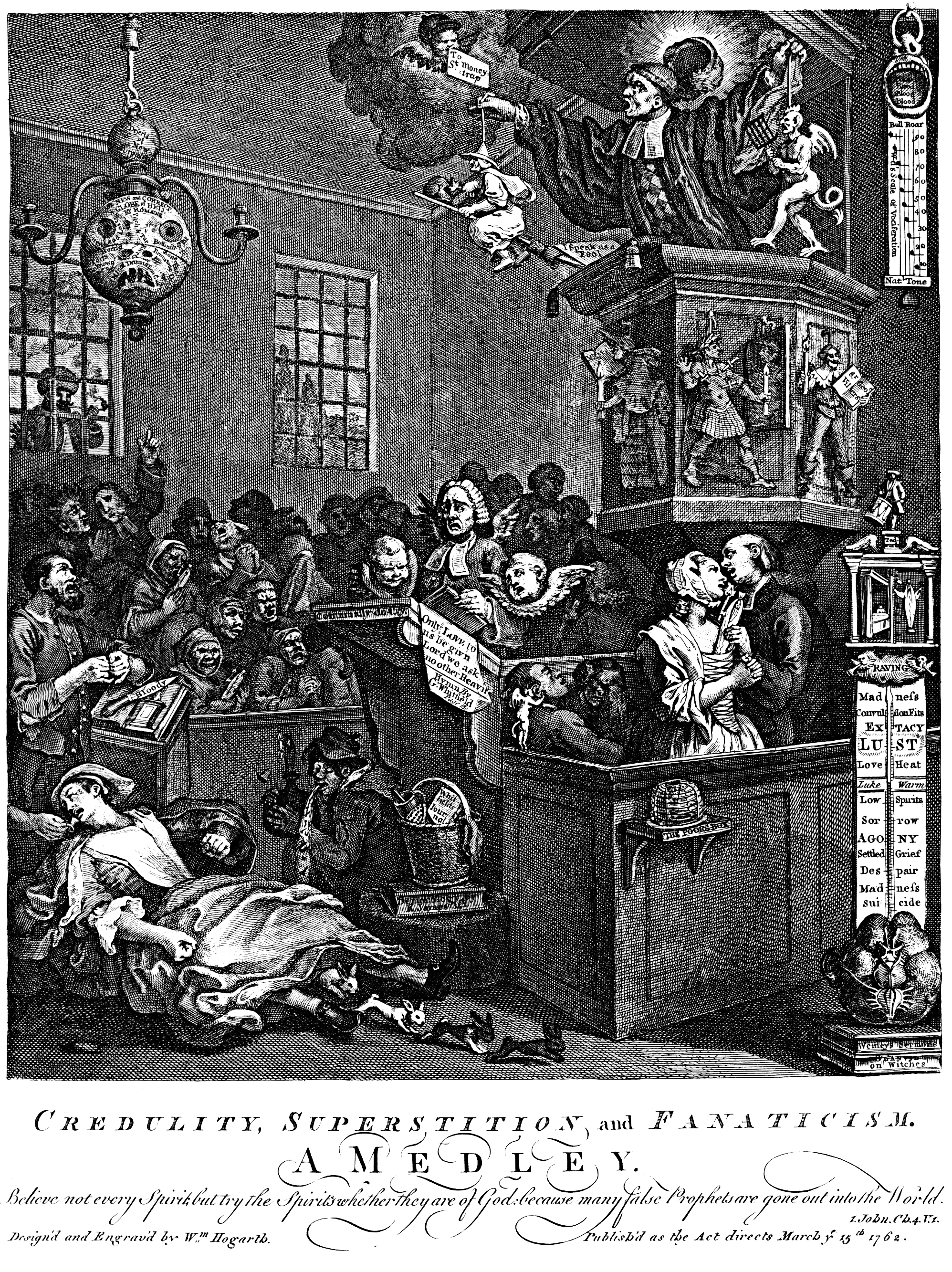
En la il·lustració de William Hogarth Credulidad, superstició i fanatisme, el fantasma de Cock Lane és mostrat en el cim del termòmetre, molestant a la noia que es troba en el llit.

El fantasma de Cock Lane va estar al centre d'una controvèrsia entre els religiosos contemporanis i els metodistas i ortodoxos anglicans. La creença d'un esperit del més enllà és un requeriment en algunes religions i cada vegada que el suposat esperit es va manifestar al món real, l'esdeveniment era beneït pels quals tenen aquestes creences. En la seva joventut, John Wesley havia estat fortament influenciat per la suposada aparició fantasmal i aquestes experiències ho van portar a la religió que va fundar, la qual va ser criticada de la seva posició sobre bruixeria i màgia. El metodisme, encara que lluny de ser una religió unida, es va tornar un sinònim de creença en el sobrenatural. Alguns dels seus seguidors havien donat més credibilitat en el fantasma de Cock Lane que en els establiments Anglicans, els que consideraven aquelles coses com a relíquies de la religió antiga catòlica. Aquest punt de vista va fer que hi hagués un conflicte entre el metodista John Moore i l'anglicà Stephen Aldrich. A les seves memòries de 1845, Horace Walpole, qui havia assistit a una de les sessions, va acusar els metodistes de treballar en actiu per establir l'existència dels fantasmes, i fins i tot va descriure la constant presència del clergue metodista prop d'Elizabeth Parsons, acció que podia implicar que l'església podria haver-hi està recompensant al pare de la nena pels seus problemes.

Samuel Johnson estava compromès amb la seva fe cristiana i va compartir les seves opinions amb l'autor Joseph Glanvill, qui en el seu treball realitzat el 1681 Saducimus Triumphatus va escriure la seva preocupació sobre els avanços en contra de la religió i creença en la bruixeria per l'ateisme i escepticisme. Per a ell, la idea que no existeix la vida després de la mort era un pensament terrible, i encara que pensava que els esperits podien protegir i consolar als que seguien vius, ell es mantenia distant dels metodistes crèduls, i va reconèixer que la seva religió requereix proves de la vida més enllà de la mort. En les seves discussions amb el seu biògraf James Boswell, ell va dir:
| « | Senyor, faig una distinció entre el que un home pot experimentar i la mera divagació en la seva imaginació, i el que la imaginació no podria possiblement produir. Això, suposa que jo hauria de pensar que veia una forma, escoltava una veu plorant, «Johnson, vostè és un home molt dolent i si no us convertiu, serà castigat» la meva pròpia dignitat està profundament impressionada i jo podria imaginar que potser vaig sentir o vaig veure, i potser no hauria de creure que una comunicació externa s'havia comunicat amb mi. Però si una forma aparegués, i una veu em diu que un home en particular ha mort en un lloc en particular, a una hora establerta, un fet del qual no tinc cap coneixement, amb totes les seves circumstàncies, hauria després de ser preguntat. Hauria de, en aquest cas, ser persuadit que tenia una intel·ligència sobrenatural en mi. | » |

El rol de Johnson per rellevar la naturalesa del frau no va ser suficient per evitar que el satíric Charles Churchill es burlés de la seva credulidad amb el seu treball de 1762 «El fantasma». Representava la falta d'entusiasme en la seva escriptura i amb el caràcter de «pompós», escrit com un dels més crèduls investigadors de fantasmes, va usar la sàtira per sobresaltar «el tret de supertición» en l'assumpte. Churchill es va burlar de nou pel seu retard en realitzar «les obres de William Shakespeare».
Oliver Goldsmith havia publicat al febrer de 1762 «El misteri revelat» i també va ser el responsable de la il·lustració satírica «Credibilitat anglesa o el fantasma invisible» (1762). Mostra la sessió com la va veure l'artista, amb el fantasma sobre els caps de dos nens prostrats en el llit. A la dreta del llit una dona resant exclama: «Oh, ells podrien estar ficats al llit en el mar vermell!» un altre plora dient: «no descansaré de nou». El magistrat anglès i reformador social John Fielding, qui era cec, és dibuixat en la part esquerra dient «m'agradaria veure a l'esperit». Un home amb grans botes, fuet en mà, diu: «Ai Tom, estaré ficat al llit més nits que en la coronació» i la seva companyia remarcava «com ells s'empassaven els rumors». Un clergue deia que «va veure la llum en el rellotge» mentre un altre es preguntava: «ara els infidels ho creuran?», fent que el seu veí respongués «Sí si hagués passat abans podria servir-me per a un personatge de mentider en la història que seria millor que “el gat i els gatets”». Un altre clergue exclamava: «si rellotge d'or sona tres vegades» i un capellà li demana «no molestar-ho». En la paret, la imatge de «l'ampolla il·lusionista»” i al costat d'aquesta la imatge d'Elizabeth Canning, el frau de la qual havia preocupat tant a Samuel Fludyer que s'havia preocupat d'arrestar a Parsons o a Kent.

El dramaturg David Garrick va dedicar el seu més gran èxit «El retorn del granger» a l'artista satíric William Hogarth. La història se centrava en un granger que parla de la seva família sobre una xerrada que va tenir amb la senyoreta Fanny. Hogarth va fer les seves pròpies observacions sobre el fantasma de Cock Lane, amb òbvies referències en «credulidad, superstició i fanatisme» (1762). Aquesta il·lustració busca atacar als ministres metodistes, un dels quals es veu que és un «fantasma» ficat en el cosset d'una jove. Va tornar a atacar els metodistes en The Times, placa 2 (1762-1763), la col·locació d'una imatge de Thomas Secker —que havia tractar d'intervenir en nom dels metodistas— darrere del fantasma de Cock Lane, i posant al fantasma en la mateixa picota que el polític radical John Wilkes, la qual cosa implicava una connexió entre la demagògia al voltant dels metodistes i Tory. La impressió va molestar al bisbe William Warburton, qui va escriure:
| « | He vist la impressió d'Hogarth titulada «fantasma». És una horrible composició de lasciva obscenitat i blasfèmies que m'han fet detestar a l'artista i perdre qualsevol estima que li tenia a l'home. El millor és que les pitjors parts de la pintura no seran enteses per la majoria de la gent. | » |

L'autor del segle xix, Charles Dickens –la mainadera del qual Mary Weller va ser de gran influència per a la seva fascinació amb els fantasmes en la seva infantesa— va fer una referència al fantasma de Cock Lane en molts dels seus llibres. Un dels personatges principals en la novel·la Nicholas Nickleby i que aportava comèdia a la història era la senyora Nickleby, que presumia que el seu avi «havia anat a escola amb el fantasma de Cock Lane». Dickens també esmenta breument al fantasma en el seu llibre La història de dues ciutats i Dombey i fill.
D'acord amb referències de 1965, la propietat on estava situada la casa de Parsons correspon a l'adreça que en l'actualitat és el carrer 20 Cock Lane. Es creu que la casa va ser construïda al segle xvii i va ser demolida el 1979.